# R15+じゃダメですか?
『R15＋じゃダメですか？』（アールジュウゴプラスじゃだめですか）は、作画：裏谷なぎ、企画・原案：岸谷轟による日本の漫画作品。『コミックDAYS』（講談社）にて、2022年4月4日から2025年2月24日まで連載された。公式Twitterや出版社には「R15じゃ」と略されることが多い。

## あらすじ
1本目 - 18本目
母親からすべての娯楽を禁止されて育った天羽秋音は、友達のするテレビドラマのキスシーンの話も聞けないほど、刺激的な描写が苦手な高校生。それが原因で周囲との成長にギャップを感じていたところ、同級生であり「映画研究会」の部員である冬峰が、部室で一人15禁映画を観ていたところに遭遇する。15禁作品どころか一般の映画も見たことがない彼女は、彼が見せる15禁映画に興味を引かれ、放課後映画研究会に通うようになる。しかし、映画に娘が触れることを極端に嫌う秋音の母親が障害となり、彼女の入部は叶わない。次第に秋音に関心を持つようになった冬峰は、彼女の母親に秋音の映画研究会入部を直談判し、一対一での対面の末いくつかの条件付きで秋音の入部が実現する。
19本目 - 35本目
夏休み前、秋音や冬峰の憩いの場である映画研究会が、そのかさむ予算に対する実績の無さから廃部の危機に陥ってしまう。実績作りとして急遽顧問が提案したのは、映画の知識を生かし、外部の高校生映像サークルで作るショートムービーの脚本を書くことだった。この不自然な提案の原因は、映画や作品の知識が全くないサークル生えなが脚本を一任されていたことであり、映画研究会はまずえなに映画への興味を持たせようとするがそれも難航する。そして夏休みの終わり、冬峰の尽力でようやく脚本が完成するも、サークルのリーダーである梅木には「ボツ」にされてしまう。実は梅木は元々えなのストリップを含むシナリオを用意しており、えながシナリオを書こうとしていたのは梅木のシナリオを避ける道を模索してのことだった。アーティストを自称し、えなに作品のためストリップを受け入れるように迫る梅木だったが、冬峰は梅木に反駁し、えなにサークルを抜け映画研究会に入るよう提案する。
36本目 -
えなを新たな部員に迎えた映画研究会だが、廃部問題の解決の見込みは依然ない。ひとまず頭をリフレッシュさせるため、部長の通称かなこ先輩は部員たちをキャンプに誘う。星空の下、えなは冬峰への恋心を密かに秋音に明かし、秋音も自身の持つ彼への恋心を自覚し始める。新学期に入り、ダブルデートや文化祭を経験する秋音・えな・冬峰だったが、複雑な恋模様はなかなか進展しない。

## 登場人物
天羽 秋音（あもう あきね）
本作のヒロイン。
神木野高校1年生。1年6組所属。母親から厳しい束縛を受けていて、ドラマのキスシーンやR15指定のような過激な映画を今まで全く見たことがない。そのため非常に純情で、恋愛経験も皆無。また、家族は母親しか登場しておらず、父親の存在には触れられていない。
学業成績はクラスでトップであり、運動能力も高く、美化委員会の仕事もこなし、温和な人柄から人気者の美少女。料理も得意で、女子力は非常に高い。当然 異性からもモテるが、母から恋愛も禁止されているため交際経験はない。
母の言うことに従順に生きてきたいい子であるが、自分だけが性や恋愛を理解できず他者と話題と共有できないことに危機感を持ち始めていたところ冬峰と出会い、映画を通して交流を深める。その後 母親と一悶着あったが、映画研究会に入部を許可され、母が指定する特定の映画（『コンスタンティン』など）以外であれば観賞を許された。
冬峰 かおる（ふゆみね かおる）
本作の主人公で、映画研究会の部員。1年6組所属。
映画をこよなく愛する少年で、普段は部室の他に教室や通学中でも常に映画を観賞しているほど。中学時代には自主制作で映画を作ったこともある。
しかし映画に熱中するあまり他のことは疎かになりがちで、学業成績は悪く、コミュニケーション能力も低いため友達はいない。秋音とはクラスメイトだが教室で話したことはなく、クラスではいつも1人でいるため、本人は自身を陰キャだと認識している。後述の春名のことも同じクラスでありながら全く知らなかった。しかし部活中や好きなことに関しては饒舌になるため、そのギャップに秋音は驚いている。基本的に孤高な性格で他者にあまり心を開かないが、その分少しでも親しくなった相手のためには力を尽くす一面もあり、その点で周囲の女子から好感を得ている。
1番好きな作品に『シティ・オブ・ゴッド』を挙げており、ドラマ性の強い作品を好む傾向がある。グロすぎるスプラッター映画は苦手。一方で年相応に性的なことにも関心があり、初登場時は校内の部室でAVを観賞していたが、ただの過激な映画だと誤魔化した。
家族は冬香（とうか）という社会人の姉がいて、両親は共働きで家にいないことが多く、ほぼ姉と二人暮らしをしている。
胡桃沢 桜花（くるみざわ おうか）
映画研究会の部員。秋音や冬峰の1学年上の先輩の女性。
語尾に「〜かな」と付けて喋るのが口癖であるため、「かなこ先輩」という通称で呼ばれている（本名で呼ばれることはほとんどない）。
よく言えば明るく友好的な先輩だが、テンションが高く突拍子のない行動が多いエキセントリックな性格で、相手を舐めると48時間以内に観賞した映画を当てることができるという異様な特技を持つ。
映画を愛しているが、趣味が非常に偏っていてスプラッター映画やホラー映画をこよなく愛している。しかもそれを他者にも見せようとするため、冬峰からは苦手がられている。しかし部内では冬峰と最も付き合いが長く、彼の性格を熟知している。
破天荒なようで洞察力には優れているため、冬峰が悩んでいる際に的確なアドバイスをするなど先輩らしい一面もある。学業成績は良く、頭の回転も速いが、1学期末テストでは試験前には頑張り過ぎて当日の試験中に寝てしまったため、追試になった。また、部員の中ではトップクラスにスタイルが優れている。
夏凪 えな（なつな えな）
20話（3巻）から登場した新キャラクター。1年3組所属の女子生徒。
学外の映像制作サークルに所属していたが、ある事情から夏休み直前に映研に現れ、サークルの自主制作ムービーためのシナリオ作成を依頼する。
何故か頻繁に転んだり事故に遭う性質で、ケガをすることが多い。
サークル所属でありながら、もともと映画には全く興味がなく、ほとんど見たことがなかった。一方でSNSのショート動画には通じていたため、ネットではフォロワーが1万5000人以上いる。
志木 恭子（しき きょうこ）
映画研究会の顧問を務める教師。担当教科は古典。
放任主義的で部活に関してはあまりあれこれと口は出さず、自由にさせている。ただし入部前の秋音に対して「部員でもないのに映研の備品を使わせるわけにはいかない」と注意するなど、最低限の規律は守らせる。一方で思い込みが激しいところがあり、部室で秋音と冬峰が情事を行っていると勘違いして部屋に飛び込んだ際にドアを破壊してしまい大損害を被り、部の存続危機になってしまった。
梅木 幸太郎（うめき こうたろう）
神木野高校2年生にして、映像制作サークル「放課後アトリエ」の代表を務める男子生徒。
冬峰に匹敵するほどの映画マニアにして、自主制作映画の制作者。ルックスは整っていて友人も多いが、"面白い映画を作るためなら手段を選ばない"と豪語し、度を超えた映画制作を周囲に強要する危険人物。孤立していたえなを利用するためサークルに誘い、彼女に無茶な要求をしたことで一波乱が起きることになる。
春名 優希（はるな ゆうき）
バスケ部員。1年6組所属。42話から登場。
秋音と共に文化祭実行委員を務める男子生徒。当初は女子に興味はない様子だったが、実行委員で秋音と過ごすうちに彼女に好意を抱く。容姿は整っているが、女子と話すのが苦手なため秋音と距離を縮められずにいたところ、冬峰の助力で交流を深めていく。
やや思い込みが激しく、周囲の人間を深読みする傾向にあり、その結果 冬峰に嫉妬を向けることもある。男子の友達は多く、部活も真面目に取り組んでいる。
天羽あかり（あもう -）
秋音の母親。基本的には温厚で優しい母だが、ある理由から娘に映画やTVや恋愛を禁止している。秋音への愛情は本物であり、娘から叱責を受けた際に考えを改め、特定の映画以外であれば鑑賞を許可するようになった。
実は17歳の頃、芸能事務所「アメシスト」にスカウトされ女優活動をしていた。スターを夢見て活動をしていたが、芸能界の闇に触れて業界から去り、その過去を娘にも秘密にしていた。
好きな俳優はキアヌ・リーヴス。夫（秋音の父親）は登場していないため詳細は不明だが、学生の頃から天羽姓である。
三輪 美月（みわ みつき）
かつて「アメシスト」にあかりと共に所属していた女優。あかりとは同い年。
あかりより前から芸能界入りしていて、本当は大手養成所に入ることを望んでいたが、実家が崩壊していて貧困生活を送っていたため小規模事務所にしか居場所がなかった。
好きな俳優はジョニー・デップ。
大門 英二（だいもん えいじ）
小規模芸能事務所「アメシスト」の創設者/社長にして、当時のあかりと美月のマネージャー。

## 作風
プランナーの宮本夏樹によると、作中に登場する映画は「刺激の強い15禁作品が中心」だが、一部を除き「映像のサブスクリプションサービスで視聴できるものがほとんど」である。本作は「見どころとなるポイントが異なるタッチで描かれて」おり、「ピンときた部分があれば、その部分はどこなのかを探しながら鑑賞できる」ため、「ネタバレとは違う、宝探しのような感覚で映画に向き合える」作品となっているが、「ラブコメもしっかりときめ」くよう描かれている。

### 登場映画
毎話で最後に映画紹介ページが掲載されている。主に本編に登場する映画を解説しているが、本編で映画タイトルが登場しない回もあるため、その場合は著者にピックアップされた映画が紹介される。R15+作品が多いが、例外もある。
☆…非R指定作品
★…本編には登場しない
1. 愛を読むひと
2. ピアニスト
3. シティ・オブ・ゴッド
4. 悪魔のいけにえ
5. 48時間 ☆
6. シェラ・デ・コブレの幽霊 [注釈 2]
7. ゾンビーバー
8. プレシャス
9. バイバイ、ママ（2004年/アメリカ）
10. ロード・オブ・セイラム ★
11. コンスタンティン ☆
12. 武器人間 ★
13. ビバリウム
14. わたしに会うまでの1600キロ
15. ビーチ・バム まじめに不真面目 ★
16. ジョン・ウィック
17. 呪詛 (2022年/台湾)
18. アドレナリン
19. タッカーとデイル 史上最悪にツイてないヤツら
20. ブレット・トレイン ★
21. ランチ・レディース（2017年/アメリカ）
22. エクス・マキナ [注釈 3]
23. デッドプール
24. アバター ☆★
25. グリーンバレット
26. ピュア 純潔（2010年/スウェーデン）
27. キック・アス
28. ガンズ・アキンボ ★
29. レディ・マクベス（2016年/イギリス） ★
30. ショーガール ★
31. 君と歩く世界
32. es［エス］
33. フローズン・タイム ★
34. ウィリーズ・ワンダーランド ★
35. ビルド・ア・ガール ★
36. ハウスメイド
37. クライモリ (2021年リブート版)
38. 台風クラブ ☆★
39. プラットフォーム
40. スリザー ★
41. 愛と青春の旅だち ★
42. ザ・メニュー
43. わたしは最悪。 ★
44. ゴッドファーザー<最終章>:マイケル・コルレオーネの最期 (2020年再編集版)
45. メイドインアビス 深き魂の黎明 ★
46. ブルーバレンタイン
47. ウォーターワールド ★
48. シェフ 三ツ星フードトラック始めました
49. バビロン ★
50. デビル (2010年) ★
51. エージェント・ウルトラ ★
52. バッド・チューニング ★
53. グッバイ・ゴダール! ★
54. 死霊館のシスター 呪いの秘密 ☆★
55. 僕が大人になる前に ☆★
56. ベル・エポックでもう一度 ★
57. バッド・エデュケーション（2004年/スペイン） ★
58. クレイジーホース・パリ 夜の宝石たち ★
59. アンモナイトの目覚め ★
60. マルホランド・ドライブ ☆★
61. ことの次第 ☆★
62. 孤狼の血 ★
63. メリーに首ったけ ☆★
64. バートン・フィンク ☆★
65. ペイン・アンド・グローリー ★
66. オン・ザ・ロード ★
67. 真実 ☆★
68. オーディション ★
69. ブギーナイツ ★
70. ブラック・スワン ★
71. ランナウェイズ ★
72. 眺めのいい部屋 ★
73. ルーム ☆★
74. 真実の行方 ☆★
75. メタルヘッド ☆★
76. シェイプ・オブ・ウォーター ☆★
77. ドニー・ダーコ ☆★
78. エクスペンダブルズ ★
79. ラスト・ボーイスカウト ☆★
80. ビルとテッドの大冒険 ☆★
81. レヴェナント: 蘇えりし者 ★
82. リトル・ミス・サンシャイン ☆★
83. RAW 〜少女のめざめ〜 ★
84. 映画に愛をこめて アメリカの夜 ☆★

番外編. 愛人/ラマン

## 書誌情報
- 岸谷轟（企画・原案）・裏谷なぎ（作画）『R15＋じゃダメですか？』講談社〈モーニングKC〉、既刊10巻（2025年4月9日現在）
  1. 2022年7月13日発売[6][7]、ISBN 978-4-06-528539-8
  2. 2022年10月12日発売[8]、ISBN 978-4-06-529588-5
  3. 2023年1月11日発売[9]、ISBN 978-4-06-530486-0
  4. 2023年4月12日発売[10]、ISBN 978-4-06-531481-4
  5. 2023年8月8日発売[11]、ISBN 978-4-06-532722-7
  6. 2024年1月10日発売[12]、ISBN 978-4-06-534328-9
  7. 2024年6月12日発売[13]、ISBN 978-4-06-535846-7
  8. 2024年9月11日発売[14]、ISBN 978-4-06-536681-3
  9. 2025年1月8日発売[15]、ISBN 978-4-06-538102-1
  10. 2025年4月9日発売[16]、ISBN 978-4-06-539146-4